# Alexander (North Dakota)
Alexander is een plaats (city) in de Amerikaanse staat North Dakota, en valt bestuurlijk gezien onder McKenzie County.

## Demografie
Bij de volkstelling in 2000 werd het aantal inwoners vastgesteld op 217.
In 2006 is het aantal inwoners door het United States Census Bureau geschat op eveneens 217, een stijging van 0 (0,0%).

## Geografie
Volgens het United States Census Bureau beslaat de plaats een oppervlakte van
3,7 km², geheel bestaande uit land. Alexander ligt op ongeveer 667 m boven zeeniveau.

## Plaatsen in de nabije omgeving
De onderstaande figuur toont nabijgelegen plaatsen in een straal van 36 km rond Alexander.